# Club Social y Deportivo Sanpas
El Club Social y Deportivo Sanpas es un equipo profesional de fútbol juvenil, pre juvenil y fútbol sala de Colombia con sede en la ciudad de Tunja que participa en la Liga Colombiana de Fútbol Sala y los Campeonatos Juvenil y Prejuveniles organizados por la Difutbol y la FCF como en el campeonato de la Primera C.

## Campeonatos Juvenil y Prejuveniles de fútbol
Hizo su primera participación en el Campeonato Juvenil en el 2010 tomando como representación la ciudad de Chiquinquirá sin poder avanzar de la primera fase, para el 2012 jugaría representando la ciudad de Moniquirá de igual forma no logró superar la primera fase del torneo.
En el Campeonato Prejuvenil ha participado continuamente representando la ciudad de Sogamoso desde el 2012 iniciando la primera fase en el grupo de los equipos de la Región de los Santanderes finalizando segundo y accediendo a segunda fase donde fue eliminado por Quinta Oriental de Cúcuta, en el 2013 no logró avanzar a segunda fase superado por equipos del mismo departamento de Boyacá, en el 2014 jugó desde la ciudad de Tunja clasificó tercero en su grupo para luego ser eliminado por Boca Juniors de Cali.

## Datos del Club
- 'Temporadas en Liga Argos De Fútbol Sala FIFA: 4
- Mejor puesto en la Liga  Subcampeón Liga Argos segundo Semestre 2012
- """ Preparador de porteros 2012 prof osvaldo romero
- """ asistente tegnico luis suesca

## Palmarés
Subcampeón Segundo Semestre 2012 Liga Argos